# XXI Festival Internacional de Cinema Fantàstic de Sitges
El XXI Festival Internacional de Cinema Fantàstic de Sitges va tenir lloc a Sitges entre el 7 i el 15 d'octubre de 1988 sota la direcció de Joan Lluís Goas amb la intenció de promocionar el cinema fantàstic i el cinema de terror. Aquesta edició s'endinsa en el món del psycho-thriller i una retrospectiva en forma d'exposició dedicada als 50 anys de Superman, projectant-se la pel·lícula de Richard Donner en versió original subtitulada. Ha estat subvencionada per la Generalitat de Catalunya (20 milions de pessetes), l'Ajuntament de Sitges (2,6 milions de pessetes) i la Diputació de Barcelona (1,3 milions de pessetes).
Fou inaugurat al palau de Maricel i hi havia tres seccions, una competitiva, una informativa, i dues retrospectives dedicades a l'expressionisme alemany i a The Rank Organisation.Van visitar el Festival Roddy McDowall, Peter Bogdanovich, Warwick Davis (protagonista de Willow), Samantha Eggar i Ned Beatty.

## Pel·lícules exhibides

### Secció competitiva
- Hellbound: Hellraiser II de Tony Randel
- El navegant de Vincent Ward /
- Testimoni innocent d'Eric Red
- Critters 2: The Main Course de Mick Garris
- Da de Matt Clark
- Atracció diabòlica de George A. Romero
- Malson a Elm Street 4 de Renny Harlin
- Otstupnik de Valeri Rubintxik
- Os Canibais de Manoel de Oliveira
- Ofelaš de Nils Gaup
- As Time Goes By de Larry Peak
- Amsterdamned, misteri als canals de Dick Maas
- In the Aftermath de Carl Colpaert
- Pacte de sang de Stan Winston
- Shadows in the Storm de Terrell Tannen
- Na srebrnym globie d'Andrzej Żuławski

### Secció informativa
- Inseparables de David Cronenberg /
- Big de Penny Marshall
- Fright Night II de Tommy Lee Wallace
- Short Circuit 2 de Kenneth Johnson
- Willow de Ron Howard

### RetrospectivaGerman Expresionism: The schizoid imaginativeness in the german classic cinema
- Die rache des homunculus (1916), d'Otto Rippert
- Der Golem, wie er in die Welt kam (1920), de Paul Wegener i Carl Boese
- Schloß Vogelöd (1921) de F.W. Murnau
- Orlac's Hände (1924) de Robert Wiene
- Els Nibelungs (1924) de Fritz Lang
- Les aventures del príncep Ahmed (1926), de Lotte Reiniger
- Geheimnisse einer Seele (1926) de Georg Wilhelm Pabst
- Lulú, la caixa de Pandora (1928), de Georg Wilhelm Pabst
- Tabú (1931) de F.W. Murnau
- Das Testament des Dr. Mabuse (1933) de Fritz Lang

### RetrospectivaLife and miracles of RANK
- The Man Who Changed His Mind (1936) de Robert Stevenson
- La comtessa Dràcula (1970) de Peter Sasdy
- Les mans de l'esbudellador (1971), de Peter Sasdy
- Les bessones del mal (1971) de John Hough
- El circ dels vampirs (1972) de Robert Young
- Nit infernal (1973), de Peter Sasdy
- No vull néixer (1975) de Peter Sasdy
- The Uncanny (1978) de Denis Héroux

### Sessions especials
- Un esperit burleta (1945) de David Lean
- Amagleba (1977) de Nodar Managadze
- Targets (1968) de Peter Bogdanovich
- El fantasma i la senyora Muir (1947) de Joseph L. Mankiewicz
- L'home del vestit blanc (1951) d'Alexander Mackendrick
- Our Mother's House (1967) de Jack Clayton

## Jurat
El jurat internacional era format per Michael Berlin, Phil Hardy, Vicente Molina Foix, Ingrid Pitt i Assumpta Serna.

## Premis
Els premis d'aquesta edició foren:
| Categoria                                              | Premiat          | Treball               |
| ------------------------------------------------------ | ---------------- | --------------------- |
| Premi Caixa de Catalunya al millor director            | George A. Romero | Atracció diabòlica    |
| Premi Caixa de Catalunya a la millor pel·lícula        | El navegant      | Vincent Ward          |
| Premi Caixa de Catalunya al millor Curtmetratge        | Moïse Maatouk    | Le Dîner Des Bustes   |
| Premi Caixa de Catalunya a la millor actriu            | Kate McNeil      | Atracció diabòlica    |
| Premi Caixa de Catalunya al millor actor               | Hryhori Hladi    | Otstupnik             |
| Premi Caixa de Catalunya al millor guió                | Hugh Leonard     | Da                    |
| Premi Caixa de Catalunya al millor guió                | George A. Romero | Atracció diabòlica    |
| Premi Caixa de Catalunya a la millor fotografia        | Iuri Ielkhov     | Otstupnik             |
| Premi Caixa de Catalunya al millor banda sonora        | Nicholas Pike    | Critters 2            |
| Premi Caixa de Catalunya al millor banda sonora        | João Paes        | Os Canibais           |
| Premi Caixa de Catalunya als millors efectes especials | Equip d'efectes  | Malson a Elm Street 4 |
| Premi del Jurat Internacional de la Crítica            | George A. Romero | Atracció diabòlica    |
| Menció especial del Jurat                              | Ofelaš           | Nils Gaup             |